# Арвід Спонґберґ
Арвід Спонґберґ (швед. Arvid Spångberg, 3 квітня 1890 — 11 травня 1959) — шведський стрибун у воду і хокеїст з м'ячем.
Бронзовий медаліст Олімпійських Ігор 1908 року.